# Saint-Michel-Chef-Chef
Saint-Michel-Chef-Chef (bretonisch: Sant-Mikael-Keveger) ist eine französische Gemeinde mit 5520 Einwohnern (Stand: 1. Januar 2022) im Département Loire-Atlantique in der Region Pays de la Loire. Sie gehört zum Arrondissement Saint-Nazaire und zum Kanton Pornic. Die Einwohner werden Michelois genannt.

## Geographie

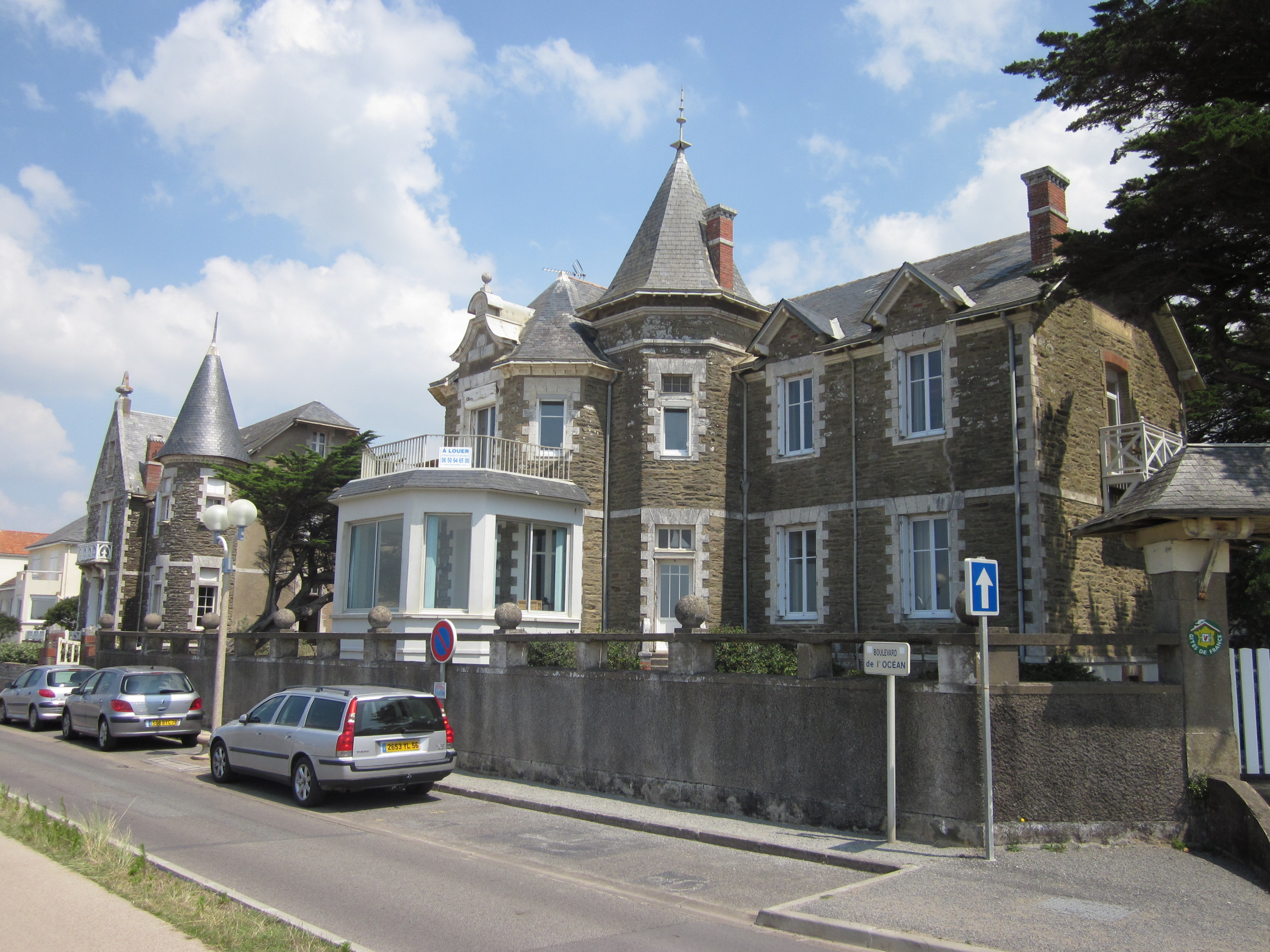
Boulevard in Tharon-Plage

Saint-Michel-Chef-Chef liegt am Atlantik; dieser Abschnitt wird Jadeküste genannt. Das Seebad am Strand ist Tharon-Plage, die sog. Perle der Jadeküste. Umgeben wird Saint-Michel-Chef-Chef von den Nachbargemeinden Saint-Brevin-les-Pins im Norden, Saint-Père-en-Retz im Nordosten, Pornic im Süden und Osten sowie La Plaine-sur-Mer im Südwesten.

## Bevölkerungsentwicklung
| 1962 | 1968 | 1975 | 1982 | 1990 | 1999 | 2006 | 2017 |
| ---- | ---- | ---- | ---- | ---- | ---- | ---- | ---- |
| 2106 | 2242 | 2447 | 2517 | 2663 | 3176 | 4103 | 4993 |

## Sehenswürdigkeiten
- Kirche Saint-Michel

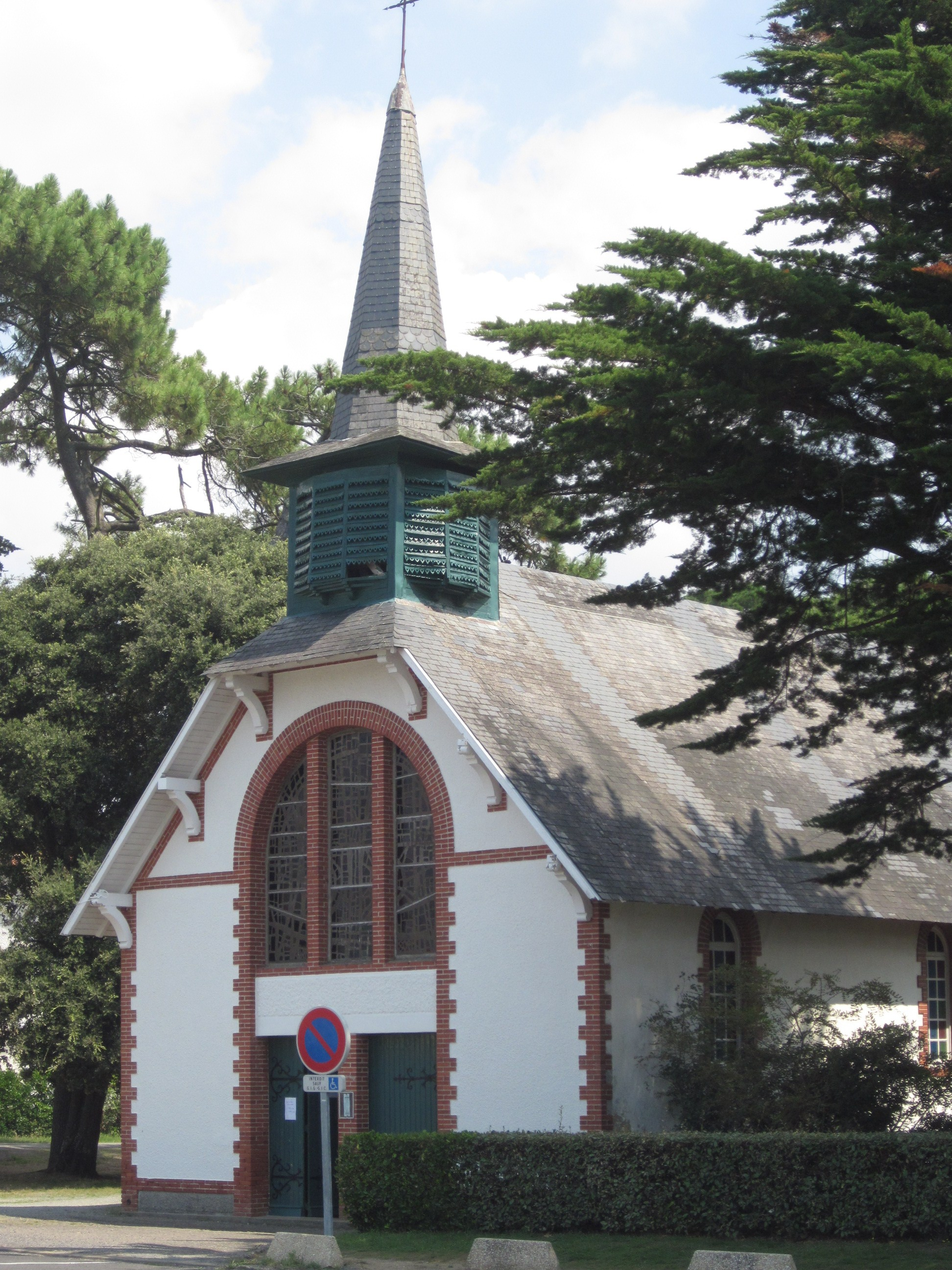
Kapelle Sainte-Anne

- Kapelle Sainte-Anne, Liegenschaft der Abtei von Buzay
- Schloss Tharon
- Schloss La Cossonnière
- Fischerhäuser
- Windmühle von Beaulieu und La Sicaudais
- Park von Bois Roy

## Wirtschaft
In Saint-Michel-Chef-Chef befindet sich der Sitz des Lebensmittelkonzerns Saint-Michel Biscuiterie, der sich vor allem durch die Produktion von Keksspezialitäten auszeichnet.